# Giulia Galeassi
Giulia Galeassi est une joueuse internationale italienne de rink hockey. 

## Palmarès
En 2016, elle participe au championnat du monde.

## Référence
1. ↑  (es) LISTA DEFINITIVA PARA EL MUNDIAL